# David Lloyd Jones
David Lloyd Jones (1944, Victoria) es un botánico, ilustrador, y explorador australiano.

## Biografía
De joven mostraba mucho interés en la flora de Australia y especialmente de las orquídeas. En el "Burnley Horticultural College" obtiene su título de horticulturista. Y su grado en agrónomo en la Universidad de Melbourne. Trabaja por catorce años en el "Instituto de Investigación de Horticultura de Knoxfield", en el "Departamento de Agricultura de Victoria".
En 1968 es coautor de Orchids of Australia, editado por él y por Bruce Muir, publicado por T.Nelson (Australia) Ltd.
En 1969 es cofundador en Sídney de la "World Orchid Conference", y comienza estudios de polinización en orquídeas nativas.
También comienza una actividad de empresario horticultor, con su mujer Barbara (diplomada en Horticultura, Burnley) abriendo el vivero 'Geewan Ferns', en Montrose, propagando y comercializando helechos y orquídeas por 20 años.
En 1987 se mudan a Canberra trabajando en la "Sección investigaciones" de la "Australian National Botanic Gardens"
Ha realizado el tratamiento de las Diurideae para el Real Jardín Botánico de Kew.
Ha participado de extensas expediciones biológicas a:
- Territorio de la Capital Australiana
- Tasmania (mayoría del Estado)
- Victoria (mayoeía del Estado)
- Isla Canguro, Eyre, península York, Flinders Ranges
- Sudeste de Australia del Sud
- Nueva Gales del Sur, parte este
- Australia Occidental, sudoeste
- Este y nordeste de Queensland
- Christchurch, Nueva Zelanda
- Nueva Caledonia
- Montes Torricelli, Papúa, Nueva Guinea

## Algunas publicaciones
- d.l. Jones, bruce Gray. 1977. Australian climbing plants, with notes on their cultivation. Fotos de Bruce Gray. Ed. Reed, 166 p. ISBN 0589072218, ISBN 9780589072216

- --------------. 1988. Native Orchids of Australia. 656 p. ISBN 0730101894, ISBN 9780730101895

- --------------, h. Wapstra, p. Tonelli, s. Harris. 1996. The orchids of Tasmania. Australian National Botanical Gardens, Australia.

- --------------. 1998. Architecture and the Environment: Contemporary Green Buildings. 256 pp. ISBN 0-87951-819-7

- --------------. 1999. The Orchids of Tasmania. Miegunyah Press series 28. Ed. ilustr de Miegunyah Press, 317 p. ISBN 0522848516, ISBN 9780522848519

- --------------, b. Jones. 2000 Field Guide to Native Orchids of Southern Australia. Bloomings Books Pty Ltd. ISBN 978-1-87647-32-42

- --------------, m.a. Clement. 2002. A Review of Pterestylis (orchidaceae). Ed. Australian Orchid Foundation. ISBN 0-642-54904-4

- M.A. Clements & D.L. Jones. 2002. Nomenclatural changes in the Dendrobieae (Orchidaceae) 1: The Australasian region. Orchadian 13(11): 485-497

- 2005. Palms In Australia. ISBN 978-1-876334-47-5

- 2006. Complete Guide to Native Orchids of Australia. ISBN 978-1-877069-12-3

## Honores
La "Fundación Australiana de Orquídeas" le otorga el "Galardón de Honor", en reconocimiento a su gran contribución a las orchídeas locales, e internacionalmente
- La abreviatura «D.L.Jones» se emplea para indicar a David Lloyd Jones como autoridad en la descripción y clasificación científica de los vegetales.[1]

A julio de 2008 ha reconocido, descrito, nombrado, renombrado 2.249 (IPNI) nuevas especies; e ilustrado más de 300.